# Rueyres (Lot)
Rueyres település Franciaországban, Lot megyében. Lakosainak száma 195 fő (2022. január 1.). Rueyres Anglars, Aynac, Rudelle, Thémines és Théminettes községekkel határos.

## Népesség
A település népessége az elmúlt években az alábbi módon változott:
| Lakosok száma | 268  | 224  | 194  | 224  | 211  | 203  | 196  | 191  | 189  | 195  |
|               | 1968 | 1982 | 1990 | 2006 | 2013 | 2015 | 2017 | 2019 | 2020 | 2022 |